# クッキング・ヴァイナル
クッキング・ヴァイナル（英: Cooking Vinyl）は、イギリスのインディーズ・レーベル。1986年に設立。

## 主な所属アーティスト
※過去に在籍したアーティストも含む
- ブルートーンズ (The Bluetones)
- バズコックス (Buzzcocks)
- シャーラタンズ (The Charlatans)
- エコー&ザ・バニーメン (Echo and the Bunnymen)
- ハンソン (Hanson)
- アイドルワイルド (Idlewild)
- キリング・ジョーク (Killing Joke)
- マリリン・マンソン (Marilyn Manson)
- オーシャン・カラー・シーン (Ocean Colour Scene)
- ピクシーズ (Pixies)
- バウハウス (Bauhaus)
- プロディジー (The Prodigy)
- ソフト・セル (Soft Cell)
- ゼイ・マイト・ビー・ジャイアンツ (They Might Be Giants)
- アンダーワールド (Underworld)
- ザ・ウェディング・プレゼント (The Wedding Present)
- XTC